# Beaumontgeweer

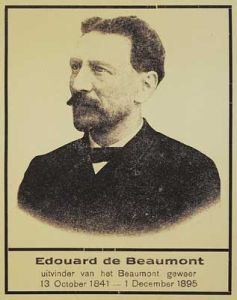
Edouard de Beaumont (1841-1895)

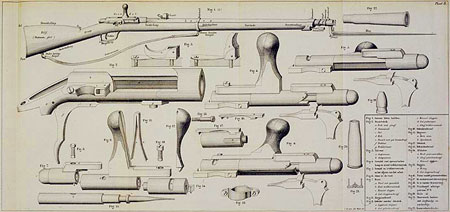
Onderdelen van een Beaumont-geweer (Legermuseum Delft)

Het Beaumontgeweer is een enkelschots-, later vierschots-, achterlaad-geweer met een kaliber van 11 mm, dat eind jaren 1860 door de wapenfabrikant Edouard de Beaumont uit Maastricht werd ontwikkeld uit het Franse chassepotgeweer en dat na de invoering ervan als het nieuwe handvuurwapen van het Nederlandse leger vanaf 1870 op grote schaal werd geproduceerd. In 1877 waren er al honderdduizend Beaumontgeweren voorradig.

## Voorgeschiedenis
In 1840 vond - ter vervanging van vuursteengeweren - de invoering plaats van het percussiegeweer. In 1860 kregen de geweren een getrokken loop waardoor ze effectiever werden. In 1867 werden uit zuinigheidsoverwegingen 70.000 inmiddels volstrekt ouderwetse voorladers omgebouwd tot achterladers volgens het stelsel Snider. De Sniderpatroon (17 × 30 R) was de eerste metalen eenheidspatroon die het Nederlandse leger in gebruik nam.

## Gebruik door het Nederlandse leger
In 1870 nam het Nederlandse- en het Indische leger het Beaumontgeweer, officieel model 1871 infanterie geweer klein kaliber, in gebruik voor de infanterie. Met de invoering van het Beaumontgeweer kreeg de krijgsmacht de beschikking over een modern handvuurwapen. Een bezwaar was dat het een enkelschotswapen was. Daarom werden er proeven met verschillende magazijnsystemen gedaan. Ten slotte werd een aantal geweren omgebouwd op magazijnlading door het aanbrengen van een vierpatroons magazijn, de Beaumont Vitali model 1888. De invoering daarvan vormde het voorlopig eindpunt van een langzame modernisering van het handvuurwapen.
De Beaumontgeweren waren ingericht voor een met buskruit (zwart kruit) geladen patroon, kaliber 11 × 50 R. De ook gebruikte Remington-karabijnen die oorspronkelijk voor een andere patroon waren ingericht, werden na enige tijd ook geschikt gemaakt voor deze patroon.
Een deel van de productie (meer dan 138.000 wapens in tien jaar tijd) vond plaats in de werkplaats van De Beaumont in Maastricht, die het werk grotendeels uitbesteedde bij Simson, Göbel en Bornmüller in Suhl, een ander deel bij de eveneens in Maastricht gevestigde wapenfabrikant Petrus Stevens en de Werkplaats voor Draagbare Wapenen in Delft.

## Atjehoorlog
Gedurende de Eerste Atjehexpeditie in 1873 bleek de effectiviteit van het Beaumontgeweer. Er waren toen nog meerdere bataljons met voorladers gewapend. Sommige officieren beweerden dat deze te prefereren waren omdat de soldaat dan meer op de bajonet vertrouwde.

## Einde van het Beaumontgeweer
In 1895 voerde het Nederlandse leger het Mannlichergeweer model 1895 (kaliber 6,5 × 53R) in. Deze werden tot 1900 in het Oostenrijkse Steyr vervaardigd en vanaf dat jaar bij de Artillerie-Inrichtingen in Hembrug bij Zaandam. De oude Beaumontgeweren werden overgedragen aan lokale schutterijen, waar ze tot 1907 in gebruik bleven. De Beaumontgeweren bleven het langste in gebruik in Nederlands-Indië als ingekorte karabijn.
Na gebruik bij het leger en de schutterij werden veel van de door het leger afgestoten geweren omgebouwd tot gladloops jachtgeweren. De Beaumont KSO-geweren en de schermgeweren bleven tot mei 1940 in gebruik. Na de Tweede Wereldoorlog zou het Nederlandse leger worden herbewapend met geallieerde geweren zoals de Garand, de Lee-Enfield en de M1-karabijn.